# Эрглю
Эрглю (латыш. Ērgļu klintis — «орлиные скалы») — обнажение девонского песчаника на левом берегу Гауи, Латвия. Эрглю являются охраняемым геологическим памятником природы государственного значения, а также охраняемой средой обитания, имеющей значение для Латвии и Прибалтики в целом. Скалы имеют длину около 700 метров и высоту 18 — 26 метров. Они расположены примерно в 6,5 км от Цесиса, на окраине села Пешкалны Приекульского края. Девонский песчаник, образующий этот природный объект, имеет косонаслоенную структуру, а также включения фосфоритов и окаменелости девонских рыб. В породе появляются следы миграции соединений железа, которые выглядят как ржавые полосы. В структуре скал также наблюдаются трещины, вызванные тектоническими процессами при формировании древней долины Гауи.

## Название
«Ērģeļu klintīm» — по-латышски «орга́нные скалы» — от корня названия органа (музыкального инструмента). Согласно легенде, скалы так называются потому, что эхо, отражающееся от них, звучало как орган.
В более позднее время чаще употреблялось название «Ērgļu klintis» — «орлиные скалы». Тем не менее, на скалах Гауи никогда не видели гнездящихся орлов.

## Туристическая база на скалах
За пару лет до создания национального парка Гауя в сосновом лесу над скалами было начато строительство туристической базы, что вызвало широкий протест общественности. При поддержке министра лесного хозяйства и лесной промышленности Леонаса Витолса был основан национальный парк Гауя, и после выплаты компенсации в 1974 году строительство туристической базы было остановлено, а уже построенные здания были снесены. Это был один из первых случаев на территории современной Латвии, когда интересы защиты природы серьёзно повлияли на непродуманные планы строительства.

## Галерея

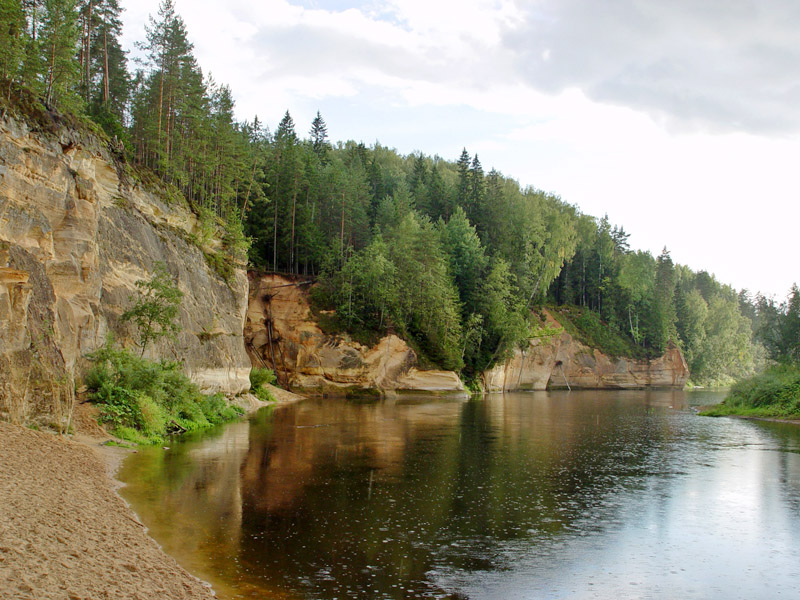
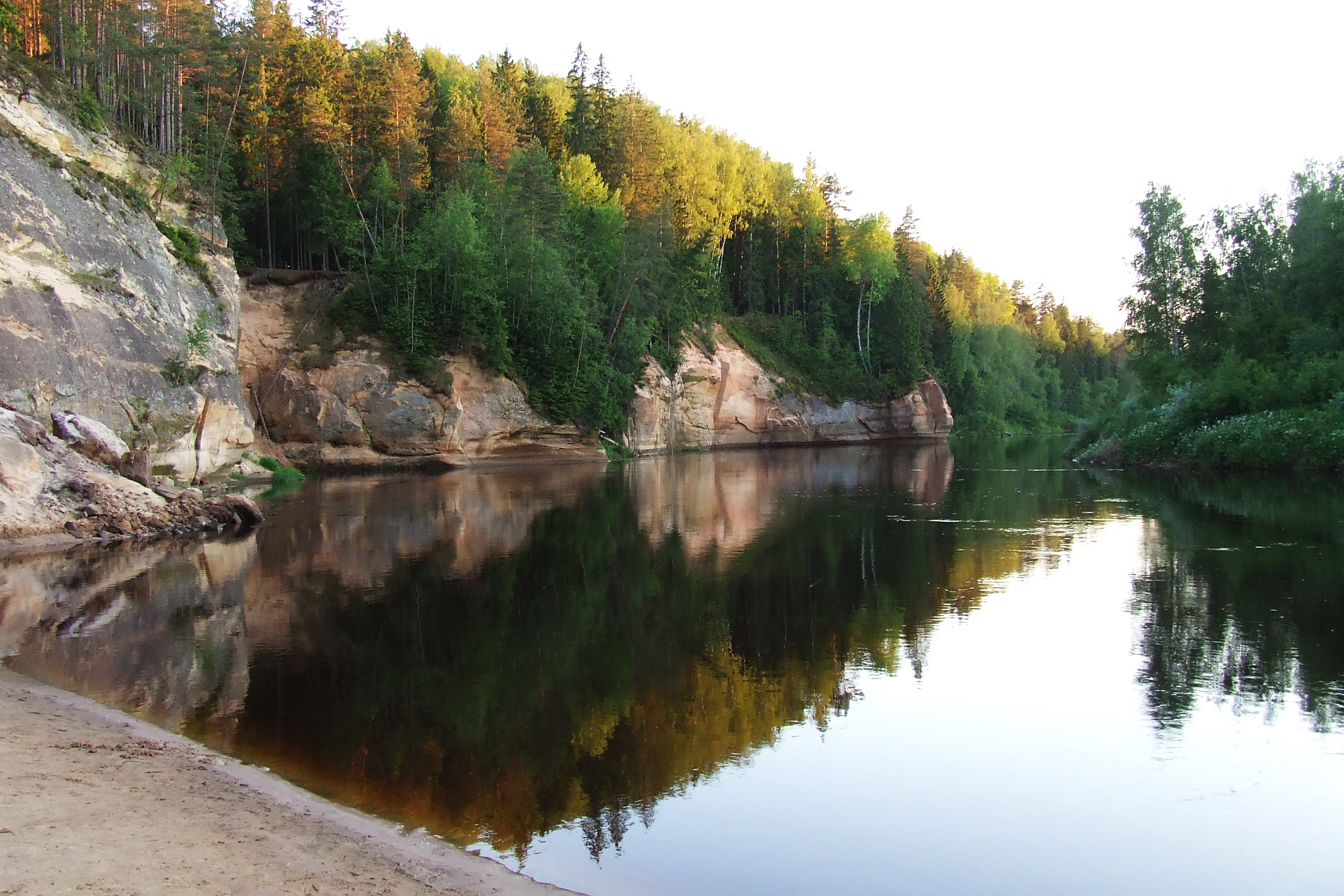
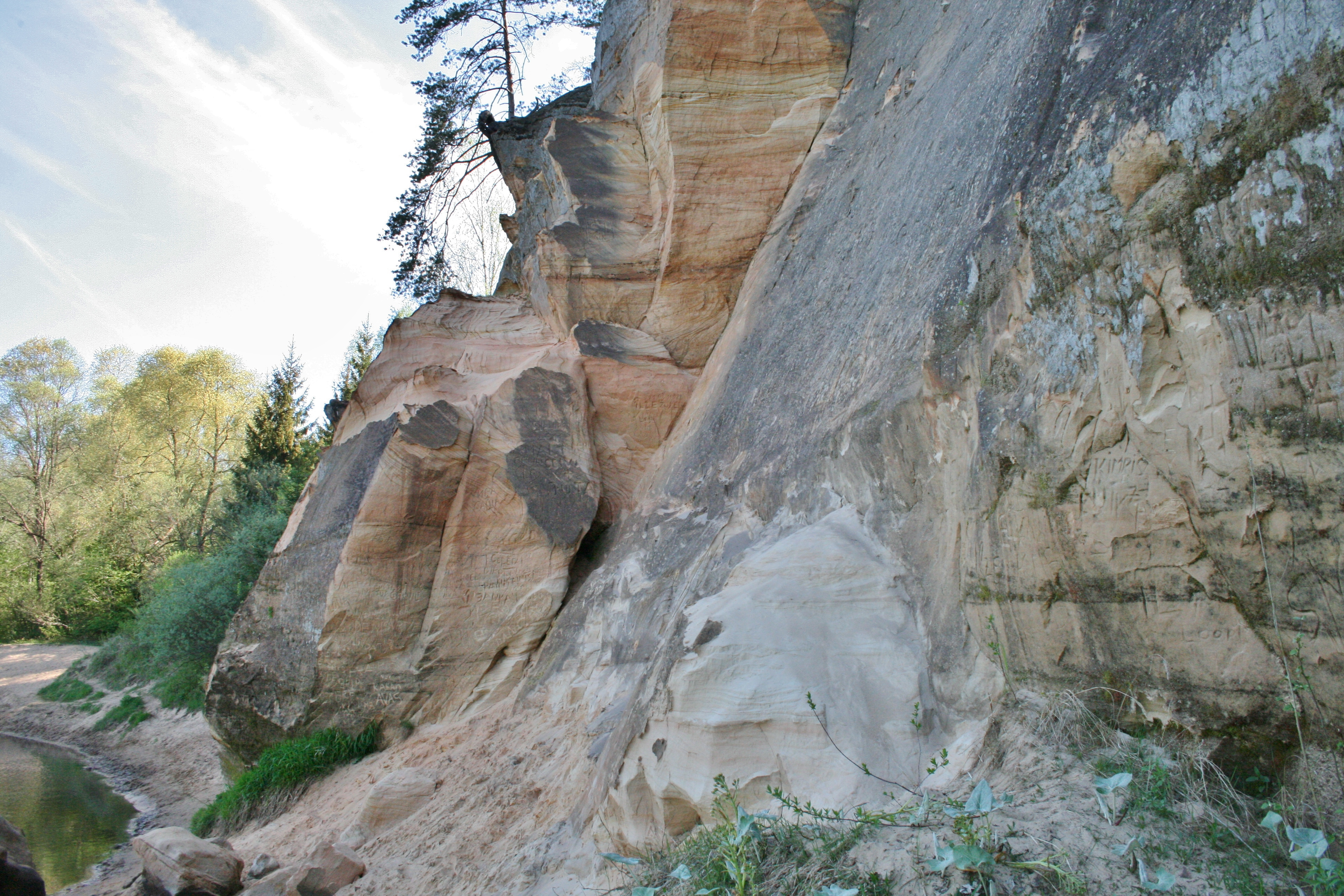
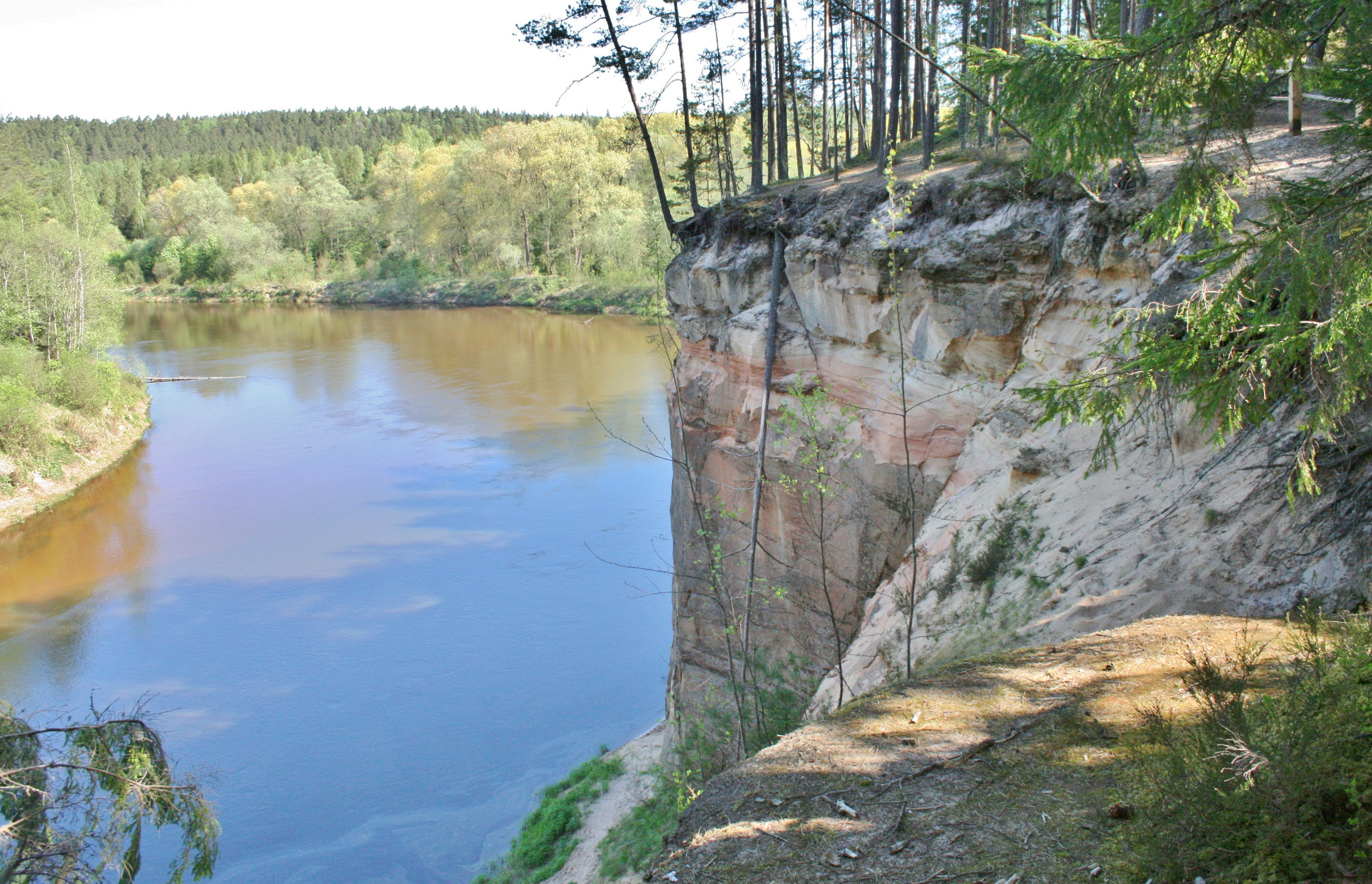